# Parajassa chikoa
Parajassa chikoa är en kräftdjursart som beskrevs av Griffiths 1974. Parajassa chikoa ingår i släktet Parajassa och familjen Ischyroceridae. Inga underarter finns listade i Catalogue of Life.